# Rodrigo Ureña
Rodrigo Andrés Ureña Reyes (Conchalí, 1º marzo 1993) è un calciatore cileno, centrocampista dell'Universitario e della nazionale cilena.

## Caratteristiche tecniche
È un interno di centrocampo.

## Palmarès

### Club

#### Competizioni nazionali
- Campionato cileno: 1

Universidad de Chile: 2014 (A)
- Coppa del Cile: 1

Universidad de Chile: 2012-2013
- Campionato peruviano: 2

Universitario: 2023, 2024